# Dantokpa
Il Dantokpa è il più grande mercato a cielo aperto dell'Africa Occidentale. Si trova a Cotonou in Benin.
Ha un'area di circa 20 ettari, ed è economicamente molto importante per lo Stato in quanto ha un fatturato giornaliero di oltre un miliardo di franchi CFA.

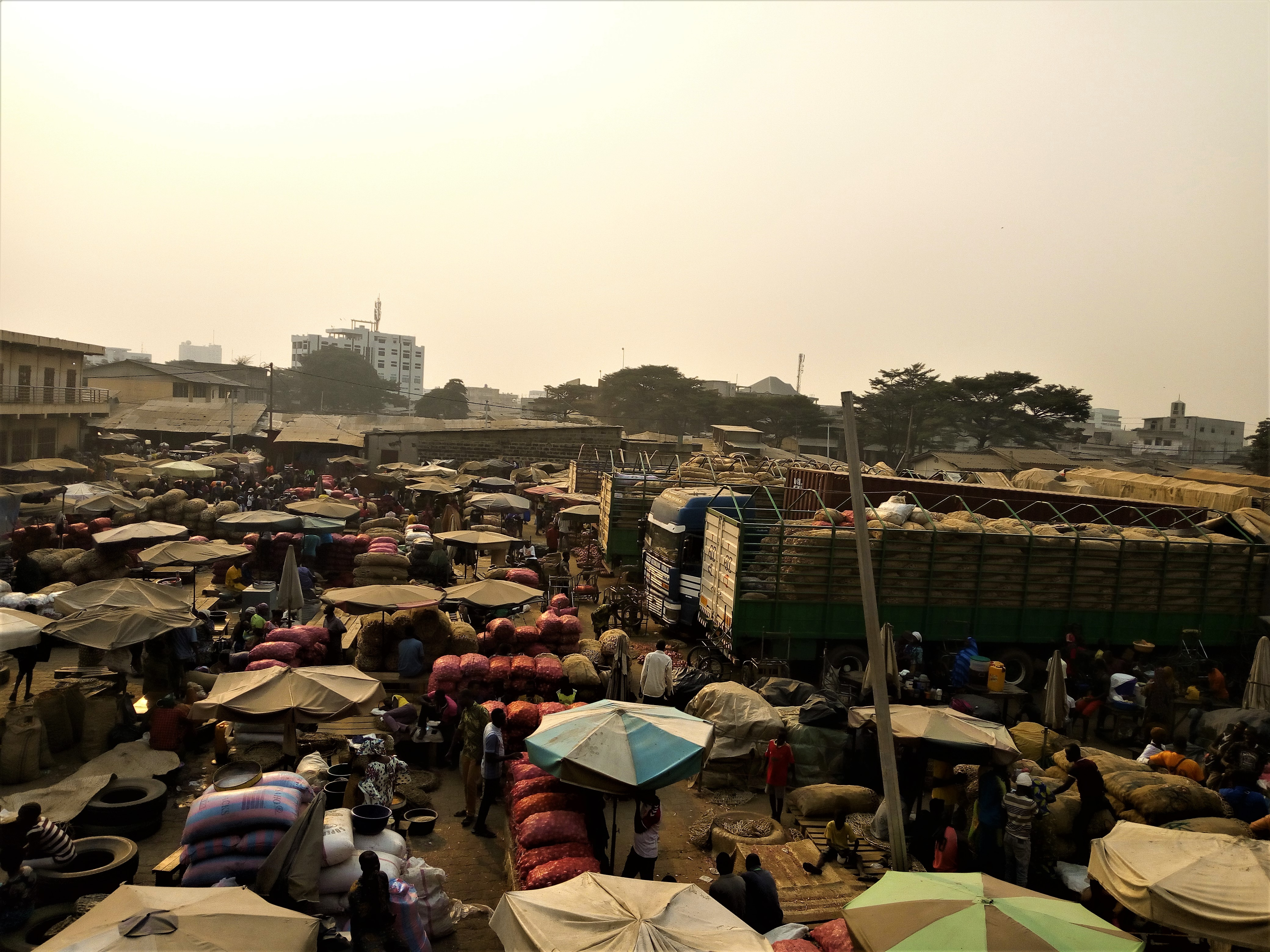
Vista generale
- Mercato e traffico stradale
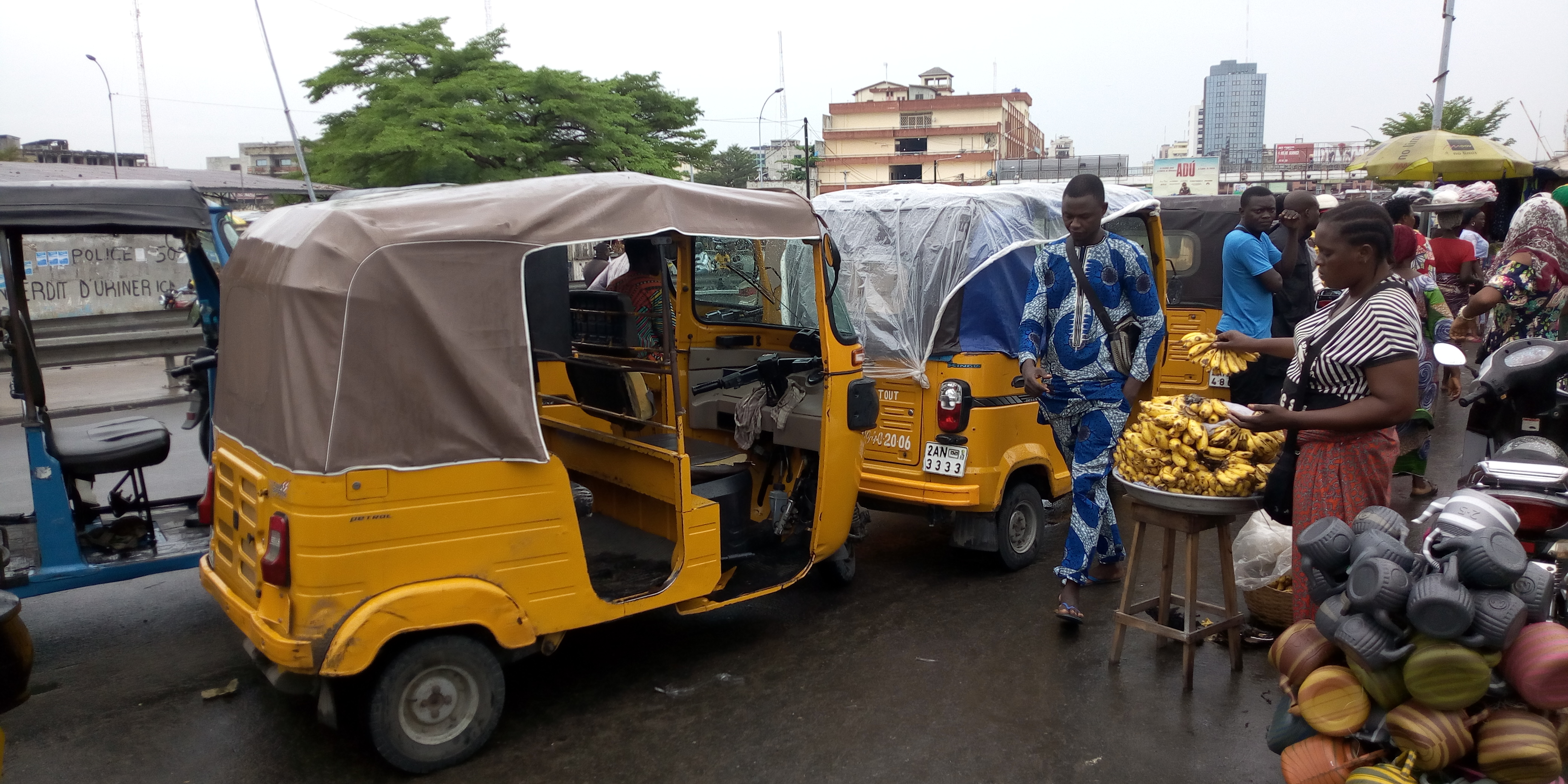
Taxi
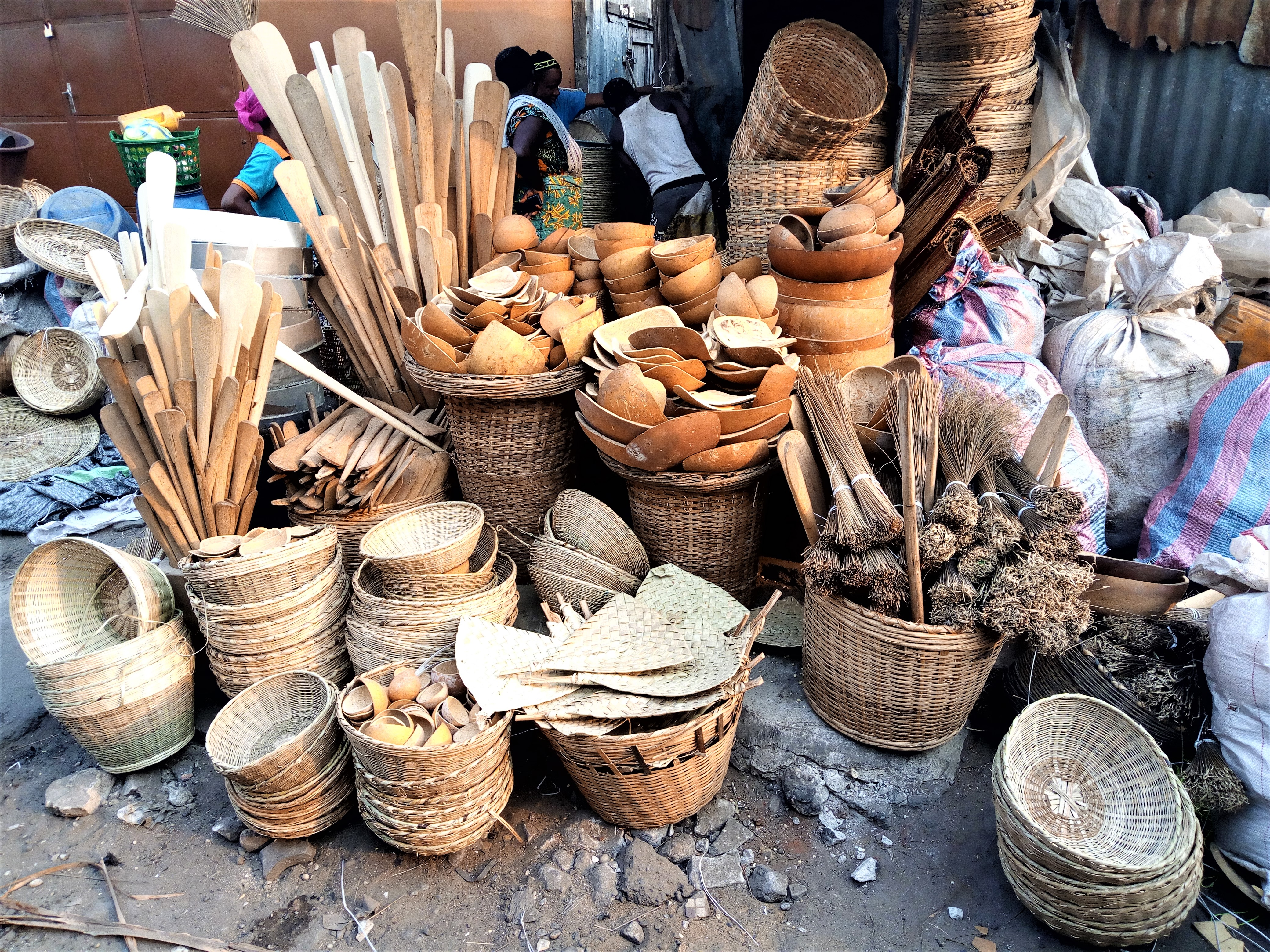
Prodotti artigianali